# Fiodor Vasiliev
Fiodor Alexandrovici Vasiliev (în rusă Фёдор Александрович Васильев) (n. 10/22 februarie 1850, Gatchina - d. 24 septembrie / 6 octombrie 1873, Ialta) a fost un talentat pictor rus, care a pictat unele dintre cele mai bune peisaje ale secolului XIX. Fiodor Vasiliev a murit la vârsta de numai 23 de ani, fiind bolnav de tuberculoză.

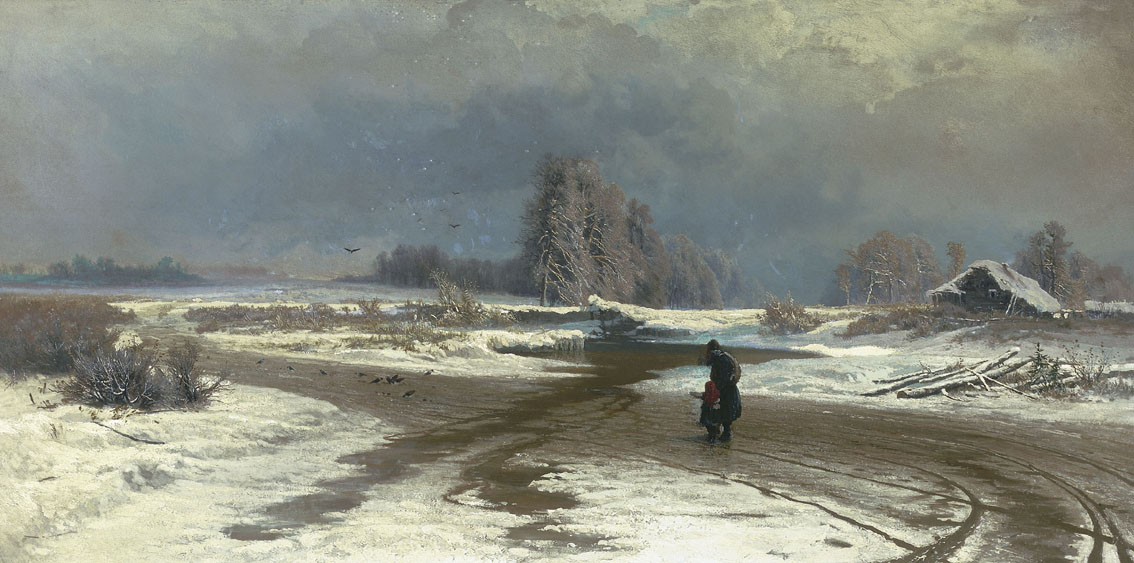
Moină (1871)